# 维提岛

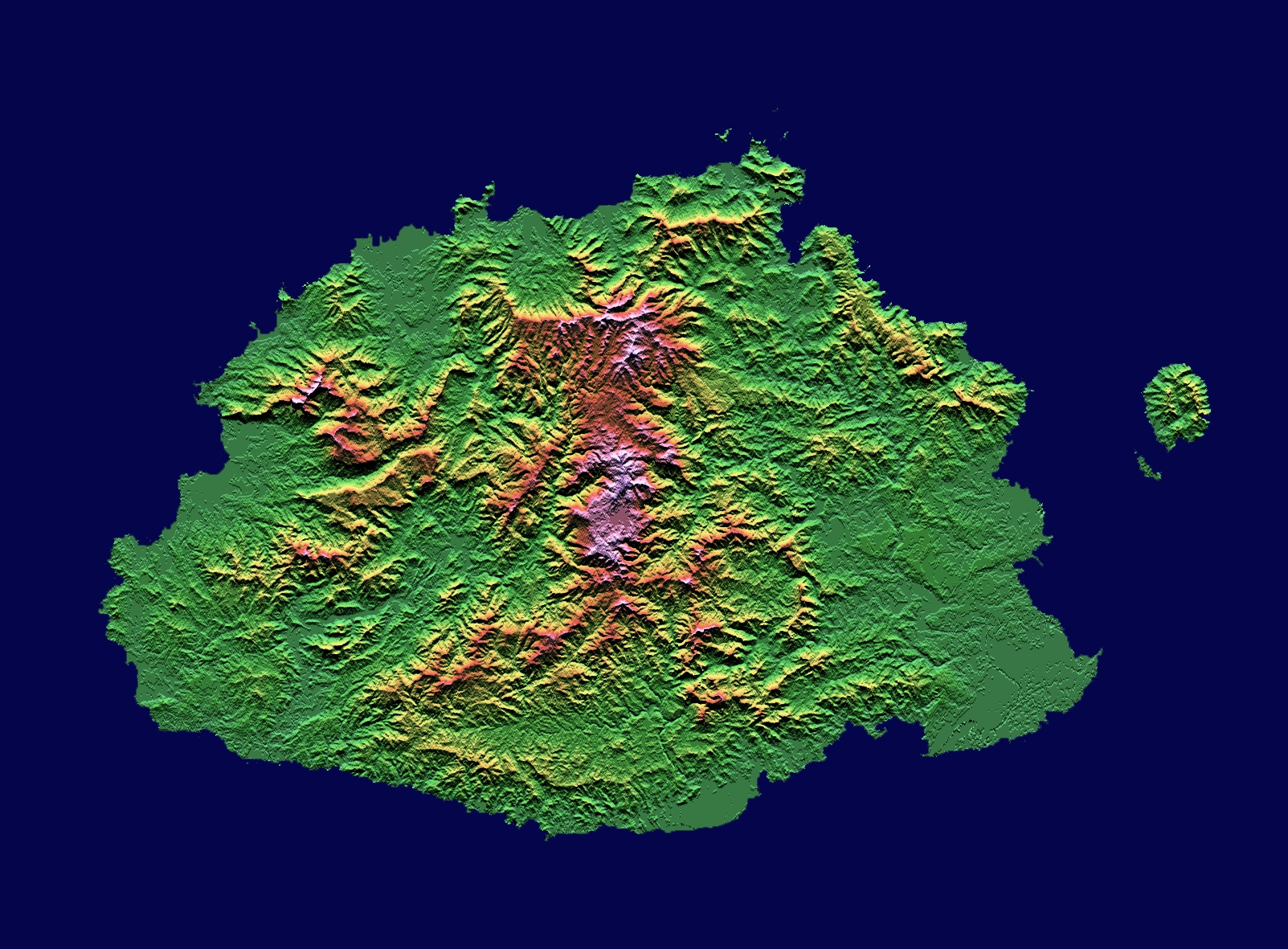
维提岛鳥瞰圖

维提岛（發音：[ˈβitʃi ˈleβu]，意为“大斐济”），斐济第一大岛。位于太平洋南部，在南纬17°44′，东经178°；东西长144公里，南北宽80公里，面积约10,490平方公里，人口约58万，约占全国人口的70%以上。斐济首都、主要港口城市苏瓦即在该岛上。
维提岛为火山岛，最高点维多利亚山海拔1322米，该岛东部累瓦河三角洲土地肥沃。以畜牧业为主，西部则是重要的蔗糖产地。行政上分属中央大区与西部大区，共有8个省：纳莫西省、奈塔西里省、雷瓦省、塞鲁阿省、泰莱武省、姆巴省、楠德龙加-纳沃纳省、拉省。